# Приятели: Отново заедно
„Приятели: Отново заедно“ (на английски: Friends: The Reunion), известен още като The One Where They Get Back Together, е специален епизод от 2021 г. на американския ситком „Приятели“. Водещ на епизода е Джеймс Кордън, а изпълнителни продуценти са създателите на сериала, Марта Кауфман, Дейвид Крейн, Кевин Брайт, главният актьорски състав, и Бен Уинстън (който също е режисирал специалния епизод). В него актьорският състав обикаля из снимачните площадки на сериала (като апартаментите на приятелите, кафенето „Сентрал Пърк“ и емблематичния фонтан), среща се с гостите, които се появяват в сериала, както и с гости знаменитости, четат сценарии и разиграват сцени от различни епизоди и споделя кадри от задкулисния процес.
Премиерата на специалния епизод е на 27 май 2021 г. по HBO Max.

## Дублаж
| Пост                | Име                                                           |
| ------------------- | ------------------------------------------------------------- |
| Преводач            | Александър Мишков                                             |
| Озвучаващи артисти  | Татяна Захова Стефани Рачева Здравко Методиев Николай Николов |
| Тонрежисьор         | Евгений Манев                                                 |
| Режисьор на дублажа | Таня Димитрова                                                |